# Bárdossy János
Bárdossy János (Kassa, 1738. december 28. – Pest, 1819. március 18.) szepességi származású magyar nemes, előbb a lőcsei katolikus királyi gimnázium igazgatója és királyi könyvvizsgáló, majd Szepes vármegyei törvényszéki táblaülnök volt.

## Élete
Édesapja, idősebb Bárdosy János a kassai tüzérezredben szolgált, mint őrmester, édesanyja Gerstocker Mária pedig egy kassai szenátor leánya, Gerstocker Antal  egri kanonok nővére volt. 1736. szeptember 15-én házasodtak össze, mely frigyből öt gyermek született.
A szülei korai halála után testvéreivel együtt Egerbe kerültek nagybátyjukhoz, az előbb említett Gerstocker Antalhoz – aki egy tragikus esemény áldozata lett: „1768-ban, 48 éves korában, miután előtte való este épen és egészségesen lefeküdt másnap, február 12-én holtan találták az ágyában. A saját és a szegények alapítványi pénztára, amelyet ő kezelt, sértett és feltört állapotban volt, de hagyatéki jövedelméből helyrepótolták.”
Neveltetésük és iskoláztatásuk az ő felügyeletével történt. Bárdossy János a „humanista iskola” elvégzése után, 1756-ban belépett a jezsuitákhoz. 1759-ben, a soproni jezsuita gimnáziumban tanított grammatikát. A következő évben mér a bécsi egyetemen tanult bölcsészetet és „Newton-filozófiát”.
A jezsuita rendet érő támadások miatt 1761 júliusában elbocsátását kérte. Feltehetően családi kapcsolatainak felhasználásával gróf Barkóczy Ferenc esztergomi prímás levéltárában „írásbeli munkák elvégzésével” bízták meg, 400 forintos fizetésért.
1765 márciusában, az országgyűlés bezárása után, további törvénygyakorlatra, verebi Végh Péterhez - aki előbb királyi jogügyek igazgatója, majd királyi személynök, végül pesti országbíró - került. 1766-ban átköltözik Szepes vármegyébe, Szepesváraljára, ahol gróf Csáky János, valamint kiskolatsini Zbiskó Károly, tinnini püspök, szepesi prépost javainak ügyvivőjeként dolgozott.
Még azév november 11-én feleségül vette lomniczai Horváth-Kissevich József és csépánfalvi Teőke Mária leányát, Máriát. Feleségének felmenői között olyan, nagyhatalmú családtagokat is találhatunk, akik már a 16. század óta jelen voltak a közéletben, mitöbb György személyében még bárói címet is kaptak. Az esküvőt a Horváth-Kissevich család brutóczi birtokán tartották.
1767. augusztus 18-án, Felsőszalókon megszületett első gyermekük Antal, aki augusztus 20-án Kassán, a keresztségben az Antal-István-Fidél nevet kapta. Bárdossyt az 1767. évi Szepes vármegyei tisztújítás alkalmával, Csáky gróf támogatásával, helyettes aljegyzővé nevezték ki. Ekkor vált szükségessé egy nemeslevél bemutatása, így Csáky segítségével 1768. május 25-én címeres nemeslevelet kapott Mária Teréziától.
A nemeslevél díjának előteremtése óriási terhet jelentett, ezért is kényszerült brutóczi birtokaira kölcsönt felvenni Csáky gróftól. Ez az adósság kényszerítette arra, hogy lemondjon addigi tisztségeiről és 1771-ben elfogadta a szomolnoki Királyi Bányászati Kamaránál az ügyészi tisztet és egyszersmind a jegyzői állást is összesen 650 forint javadalmazással.
Bárdossyt selyebi Tiszta Pál, a visszakerült városok ideiglenes jegyzőjévé nevezte ki, illetve felvette a Kassán székelő régi szepesi kamarai kormányzóság tanácsosai közé. A Tiszta Pál és jabródi Jabrodczky Norbert kamarai tanácsos és királyi ügyek igazgatója közötti ellentét, amely abból fakadt, hogy Tiszta a közigazgatás bevezetésén fáradozott, míg Jabrodszky arra törekedett, hogy a 13 város valamint a lublói és podolini domíniumok a kassai kormányzósággal utólag egyesüljenek, kihatott Bárdossy karrierjére is. Jabrodszky a Bányászati Kamara ügyészi hivatalának igazgatói posztjának megszerzése után a magyar udvari kamaránál kieszközölte, hogy ügyészévé nevezzék ki.
Ez a versengés annyira elmérgesedett, hogy végül Jabrodszkyt 1775-ben felmentették hivatalából, a szepességi kamarai kormányzóságot pedig kassai kormányzósággá minősítették vissza. Bárdossy a két hivatal között "lebegett" addig, amíg a bécsi császári és királyi pénzügyi és bányászati kamara helyére másik ügyészt nevezett ki illetve selyebi Tiszta Pál tartományi magisztrátusát meg nem újították.
A közhivatal sem járt minden veszély nélkül. Ennek bizonysága az az eset, mely 1777. július 7-én történt, Bélán: Egy ottani ülnökkel fatolvajokat kerestettek, akik közül egy, mikor rátaláltak, a baltáját Bárdossy feje felé hajította. A dobás célt tévesztett, Bárdossy csak a véletlennek köszönhette az életét.
1778-ban nevezik ki az akkor már 16 város kerületi királyi közigazgatási hatóság jegyzőjévé, iglói székhellyel, évi 620 forintos fizetéssel. Eközben megkísérelte visszaperelni felesége ősi javait, ez az erőfeszítése azonban eredménytelen maradt. A városok Szepes vármegyével 1785-ben történő egyesítése után ülnökké, majd táblabíróvá nevezték ki és áthelyezték Lőcsére. Két évig dolgozott ebben a hivatalában, majd az 1787. július 23-án kelt 25527 sz. helytartótanácsi rendelettel a lőcsei királyi gimnázium igazgatásával bízták meg. A tisztet az addigi igazgatótól, ocskói Ocskay Pál préposttól vette át.
Karrierje nagyban függött támogatóitól, valamint családi kapcsolataitól. A közhivatalnoki pálya elsősorban a katolikus kisnemesek számára nyújtott lehetőséget arra, hogy sorsukat jobbra fordítsák. Bárdossy leginkább abba a kisnemesi kategóriába tartozott, akik korábbi nemességüket nem tudták bizonyítani, ám neveltetésük, taníttatásuk valamint hivatali pályájuk kezdete alapján nemesi jogokkal élhettek. Később a társadalmi kényszer miatt nemesi mivoltukat legitimálniuk kellett, akár egy új nemesség kieszközlésével is. Ennek oka, hogy Mária Terézia királynő korának hivatalnoki rendszere számos kisnemesnek volt vonzó karrier lehetőség illetve birtok híján egyetlen megélhetési lehetőség.
Ilyen volt például az a Berwaldszky János (1740–1804), aki 1791-ben Bárdossyt követte az ülnöki székben. 1760. június 17-én kapott nemességet apjával és fivérével egyetemben. (Érdekesség, hogy ő is Horváth-Kissevich lányt vett el feleségül) Mária Terézia uralkodásának második felében már nem találkozunk közel sem annyi nemesség iránti kérelemmel, mint az 1741–1760 közötti időszakban. Ekkor ugyanis a 325 folyamodványból kereken 100 volt az, amely valamely tisztviselőt érintett. Különösen az 1741, 1746, 1751 és 1760-as évek voltak kiemelkedőek a királyi adomány szempontjából.
1790-ben II. Lipótot császárrá, majd magyar királlyá koronázták, mely alkalomból Lőcsén is ünnepséget rendeztek. „Szepesmegye, Lőcse szintén kivilágítással ünnepelte meg 1791. január 16-kán a koronázást s az ez alkalommal kifüggesztett transzparentek föliratai hasonlóképpen megjelentek nyomtatásban. Ugyancsak a szepesiek nevében Bárdossy János, a hisztorikus, II. Lipótot november 15-kén versben dicsőíti.„ (Vota et Justae fidelium regnicolarum lacrimae quas occasione solennis inaugurationis Leopoldi II. regis Hungarorum die 15. Novembris anno 1790.) 
E versét Dayka Gábor fordította magyarra, aki 1792 és 1795 között volt a lőcsei gimnázium nyelvi tanszékének tanára.
1792. augusztus 30-án, 50 éves korában, meghal szeretett felesége, akitől 14 gyermeke született. E szomorú alkalom ihlette Dayka Gábor versét: „Versek tekintetes nemes nemzetes lomniczai Horváth Kissevits Mária asszonynak, Bárdossy János úrnak a lőcsei gymnasium directorának néhai kedves élete párjának halálára.” Gyermekeik közül heten érték meg a felnőttkort. Ezen utódok közül Antal és József ága virágzik még napjainkban is.
1802. március 12-én I. Ferenc rendeletben állította vissza a benedek, cisztercita és premontrei rendet. Visszakapják birtokaikat is, de többek között azzal a feltétellel, hogy kötelesek lesznek a lőcsei, rozsnyói, ungvári és nagyváradi gimnáziumokat tanári személyzettel ellátni. Ezzel a rendelkezéssel Bárdossy igazgatóságának napjai meg voltak számlálva, hiszen mint világi nem reménykedhetett posztjának megőrzésében.
A premontrei rend viszonyai azonban úgy hozták, hogy 1810 előtt a gimnáziumot nem tudták átvenni. Bárdossy azonban nem akarta ezt megvárni és 1808-ban - 70 éves korában - kétszer ismételte meg nyugdíjazási kérelmét. Kimutatta, hogy a fennálló szabályzatnak megfelelően dolgozott "usque ad fractas vires". Végül 1809. szeptember 11-én vált meg igazgatói tisztétől, ügyeit Paluza János ideiglenes igazgató vette át. 1810-ben, azon szándékból, hogy feleségének anyai, ősi javait visszaperelje és hogy kiadja Szepes megyéről írott tanulmányának második részét, Pestre költözött 1818. február 12-én, s 80 éves korában elvette feleségül a mindössze 17 éves Veszely Erzsébetet. 1819. március 18-án, 82 éves korában - 16 unoka, 14 dédunoka őseként - Pesten tüdőgyulladásban elhunyt.

## Munkái
- Vota et justac fidelium regnicolarum lacrimae. Posonii, 1790.
- Animadversiones historico-critico-diplomaticae in opus de insurrectione nobilium auctore Iosepho Keresztury… Vindobonae 1790 vulgatum. Cum recensione apocrisium de banderiis Hungaricis Viennae anonymo auctore 1785. editarum. Budae, 1792. Online
- Observationes in Gregorii Berzeviczii libellum de commercio et industria Hungariae… Leutschoviae. 1797.
- Supplementum analectorum terrae Scepusiensis. Uo. 1802. (Ism. Zeitschr. von und für Ungern III. 1803. 239. l.)
- Moldavensis v el Szepsiensis dacimae indagatio et proxima Terrae Scepusiensis, et huic innexarum sacro-profanarum jurisdictionum evolutio. Posonii, 1802. (Ism. Allg. Liter. Ztg. 1804. IV. 710. l.)
- Stemma historicum hunnicos vel magyaricos imperatores… exhibens. Leutschoviae, 1807.

Következő kézirati munkái őriztetnek az Országos Széchényi Könyvtárban:
- Dissertatio de basi juris civiis in limitanei. 1790. De limitibus regni Hungariae in genere sed versus Poloniam in specie. Ex mandato commissionis limitaneae Hungaro-Poloniae elaboratum 1794.
- Excerpta varia quam in Anonymi Belae I. regis Hung. auctoritate et solenno praestite locat.
- Jura coronae Hungariae in regna vicina eidem olim subiecta.
- Vicissitudines juris et possessorii limitanei Hungarorum.
- Diplomatica analecta.
- Adversaria miscellanea.
- Excerpta varia.